# Майкен, Джордж
Джордж Лоуренс Майкен-младший (англ. George Lawrence Mikan, Jr., 18 июня 1924 — 1 июня 2005), получивший прозвище Мистер Баскетбол (англ. Mr. Basketball) — профессиональный американский баскетболист, выступавший за клубы «Чикаго Американ Гиэрс» из Национальной баскетбольной лиги (НБЛ) и «Миннеаполис Лейкерс» из НБЛ, Баскетбольной ассоциации Америки (БАА), Национальной баскетбольной ассоциации (НБА).
За свою карьеру Майкен выиграл 7 чемпионских титулов НБЛ, БАА и НБА, стал самым ценным игроком матча всех звёзд НБА, трижды становился самым результативным игроком регулярного чемпионата НБА, участвовал в первых 4 матчах всех звёзд НБА и включался в первые 6 сборных всех звёзд НБА. Из-за доминирования Майкена на игровой площадке НБА ввела несколько правил, включая введение лимита времени на атаку, голтендинга и увеличение трёхсекундной зоны, известное как «правило Майкена».
После окончания карьеры игрока, Майкен стал одним из основателей Американской баскетбольной ассоциации, где работал комиссаром лиги, а также является одним из основателей команды «Миннесота Тимбервулвз». В 1959 году Майкен был включён в Зал славы баскетбола, а также был назван одним из 50 величайших игроков в истории НБА. В апреле 2001 года в вестибюле домашней арены «Тимбервулвз» «Таргет-центр» была установлена статуя Майкена. В 2005 году Майкен умер от сахарного диабета.

## Ранние годы
Джордж Майкен родился в городе Джолит (штат Иллинойс, США) в семье американцев хорватского происхождения. Джордж был вторым из четверых детей. Вместе со своими братьями после школы он работал в ресторане, принадлежащем его семье. В детстве Джордж увлекался игрой на пианино и планировал стать пианистом. В 1937 году он поступил в джолитскую католическую школу, где проучился год. Школьный баскетбольный тренер отстранил Джорджа из команды из-за его плохого зрения, которое к нему перешло по наследству и он, как и его отец, был вынужден носить очки. В следующем году местный священник предложил родителям Джорджа перевести его в чикагскую подготовительную семинарию архиепископа Квигли (англ. Chicago Archbishop Quigley Preparatory Seminary), так как увидел в мальчике задатки стать священником. Школа располагалась за 35 км от его дома. Дорога туда занимала 2 часа и он был вынужден делать несколько пересадок. Из-за этого Джордж даже и думать не мог об участии в баскетбольных играх. Однако на второй год обучения в новой школе он вместе со своим братом Эдом начал выступать за баскетбольную команду в лиге Молодёжной католической организации (англ. Catholic Youth Organization), где сформировали один из лучших атакующих дуэтов. В одной из игр Джордж сломал ногу и ему потребовалось много времени, чтобы полностью оправиться. Когда он вновь стал ходить в школу, баскетбольный тренер семинарии предложил ему вступить в баскетбольную команду. Майкен согласился, однако ему потребовался почти год, чтобы окончательно оправиться от травмы. В этот период он в свободное от школы время работал на разных работах, финансово помогая своим родителям. Таким образом, его дебют в школьной команде состоялся только на четвёртом году обучения. Его рост и размеры позволяли ему доминировать над соперниками, но из-за того, что он проживал далеко, он мог выступать за команду только по средам и субботам. В одной из игр против чикагской школы к нему обратился спортивный директор университета Де Поля и предложил стипендию на обучение. Майкен сначала не сказал родителям, что решил бросить семинарию и поступить в университет, так как боялся их расстроить. Но осенью 1941 года его отец прочитал в газете, что в университете Де Поля появится новый игрок — Джордж Майкен. После этого Джорджу пришлось рассказать родителям, что он получил университетскую стипендию и планирует учиться на адвоката. К его удивлению отец одобрил этот выбор, сказав, что работа адвоката довольно престижна и он будет учиться рядом с домом, что даст ему возможность чаще помогать в семейном бизнесе. Когда он поступил в чикагский университет Де Поля его рост составлял 208 см, а вес 110 кг и он носил очки с толстыми стёклами из-за близорукости.

## Университет Де Поля
В университете Майкен познакомился с баскетбольным тренером Рейем Мейером, который, в итоге, разглядел его потенциал. В то время считалось, что высокие игроки слишком неуклюжи для игры в баскетбол, поэтому ставка Мейера на Джорджа стала революционной. За несколько месяцев Мейер преобразовал Майкена в уверенного и агрессивного игрока, который гордился своим ростом, а не стыдился его. Мейер и Майкен усиленно тренировались и Джордж научился делать точные броски крюком любой рукой. Это упражнение в будущем станет известным как «Mikan Drill». Кроме этого, Майкен тренировал скорость удара на боксёрской груше, брал уроки танцев и прыгал на скакалке.
Майкен стал доминировать на площадке уже начиная со своей дебютной игры в NCAA. Он запугивал своих оппонентов своими размерами и силой, был неудержимым в атаке и вскоре зарекомендовал себя как один из самых сложных игроков в лиге. Он также отличался грязной игрой и часто тяжело фолил на центровых соперника. Майкен также удивил баскетбольный мир своей способностью защищать кольцо — он подпрыгивал так высоко, что перехватывал мяч, который падал в кольцо. В современном баскетболе запрещено прикасаться к мячу, если он прошёл свою наивысшую точку. Во времена же Майкена никто так высоко не прыгал и поэтому это было разрешено. Майкен так вспоминал свои студенческие игры: «Мы использовали зонную защиту — четыре игрока вокруг трёхсекундной зоны и я, защищающий кольцо. Когда соперники бросали в кольцо, я просто подпрыгивал и забирал мяч». Впоследствии NCAA, а позже и НБА запретили такую игру. Единственный центровой, который в те годы мог составить конкуренцию Джорджу, был Боб Керланд — 213-сантиметровый игрок из университета Оклахомы в Стилвотер.
Майкен дважды удостаивался титула игрока года NCAA в 1944 и 1945 годах, трижды включался во всеамериканскую сборную и в 1945 году вместе с командой одержал победу в Национальном гостевом турнире. Майкен был самым результативным игроком страны в сезонах 1944/45 и 1945/46, набирая в среднем за игру по 23,9 и 23,1 очка соответственно. Когда университет Де Поля в 1945 году выиграл Национальный гостевой турнир, Джордж был назван самым ценным игроком. За три игры турнира Майкен набрал 120 очков, включая 53 очка в игре против университета Род-Айленд, закончившегося со счётом 97:53. Он также установил 6 рекордов НГТ: по количеству набранных очков в одной игре (53), количеству бросков за две игры (34), количеству штрафных очков за одну игры (11) и по количеству набранных очков за половину матча (32).
Осенью 1945 года начинался пятый год обучения Майкена в университете, и он отыграл уже 4 года за баскетбольную команду. Согласно правилам, он больше не мог выступать за университет. Его запрос на разрешение играть был отклонён комитетом Западной конференции, однако руководство университета продолжило добиваться разрешения. И в конце концов ему было разрешено выступать за баскетбольную команду. Сезон команда закончила с результатом 19–5, и главный тренер Мейер ожидал приглашение в НГТ или турнир NCAA, однако команду так и не пригласили. Таким образом, последней игрой Майкена в университете стал матч, прошедший 9 марта 1946 года, против университета Белоит, который закончился со счётом 65:40.

## Профессиональная карьера

### Чикаго Американ Гиэрс (1946—47)
По окончании студенческого сезона 1945/46 президент компании American Gear Company и владелец клуба «Чикаго Американ Гиэрс» из Национальной баскетбольной лиги (предшественника НБА), Морис Уайт предложил Майкену подписать контракт с его клубом. Первоначально он предлагал Джорджу 5000 долларов, но тот отказался. Тогда Уайт предложил ему 60 000 долларов за 5 лет, что сделало его самым высокооплачиваемым игроком в истории профессионального баскетбола. Дополнительно Уайт пообещал выплачивать по 6 долларов за каждый точный бросок с игры и по 3 доллара за каждый точный штрафной бросок или передачу в победных для «Американ Гиэрс» играх. Майкену также поступили предложения от других клубов, однако он решил принять предложения Уайта и остаться в родном городе. Кроме выступления за баскетбольную команду Уайт рассчитывал, что Джордж также станет работать адвокатом в его компании. Однако Джордж должен был доучиться и получить адвокатскую лицензию. Кроме него контракт с клубом подписало несколько его университетских одноклубников и тренер Мейер.
Майкен отыграл за команду 7 матчей в конце сезона 1946 года, и его средняя результативность за игру составила 16,5 очка. Он помог команде попасть во Всемирный баскетбольный турнир, где выиграл чемпионский титул. За 5 игр турнира Майкен набрал 100 очков и был назван самым ценным игроком турнира, а также включён в сборную всех звёзд НБЛ.
В межсезонье Майкен продолжил своё обучение на адвоката. Он также принял участие College All-Star Classic, где принимали участие лучшие игроки студенческого баскетбола и победители Всемирного баскетбольного турнира. В сезоне 1946/47 домашняя арена «Американ Гиэрс» оказалась занятой, и команде пришлось играть матчи на других аренах. Отсутствие домашней арены сказалось и на результате — 9–8 в домашних играх по итогам чемпионата. В середине сезона клуб стал испытывать финансовые трудности, и Уайт предложил урезать зарплату Майкену с 12 000 до 6500 долларов до тех пор, пока финансовое состояние команды не улучшится. Джордж отказался от такого предложения, и переговоры окончились ничем. Однако эти переговоры психологически тяжело сказались на нём. В вечерней игре он набрал всего 9 очков, показав худший результат в своей профессиональной карьере. В послематчевом интервью он выразил о возможном завершении своей карьеры. Проблема заключалась в том, что Майкен получал максимально возможную зарплату в лиге 7000 долларов, а остальная часть денег выплачивалась ему в качестве бонусов. Поэтому владелец команды мог не выплачивать ему большую часть зарплаты. Также, согласно правилам лиги, Майкен мог уйти из клуба только если его уволит Уайт. Несогласный с таким состоянием дел, Джордж решил передать своё дело в суд, чтобы тот рассудил их, а сам прекратил выступать за команду и ходить на тренировки. Во время его отсутствия «Гиэрс» показали результат 9-10 и всё дальше отдалялись от попадания в плей-офф. В начале 1947 года Майкен и Уайт понимая, что, продолжая судебное разбирательство, потеряют больше, чем смогут получить, решили отозвать свои судебные иски. С возвращением Джорджа команда стала выступать значительно успешнее и закончила сезон с результатом 26–18, а Майкен был включён в сборную всех звёзд НБЛ. Обыграв в плей-офф команды «Индианаполис Котскис» и «Ошкош Олл-Старс», «Гиэрс» в финале встретились с лидером регулярного чемпионата «Рочестер Роялз». В первой игре финальной серии «Роялз» навязали силовую игру, из-за чего Майкен стал чаще фолить и был вынужден покинуть площадку в третьей четверти. Во второй, победной для «Гиэрс» игре, Джордж сыграл более успешно и набрал 27 очков. Третью игру снова выиграли «Роялз», однако последующие две были за «Гиэрс», таким образом команда из Чикаго одержала победу в финальной серии. Однако несмотря на победу в финале официально чемпионом НБЛ стал клуб «Рочестер Роялз», так как комиссар лиги Пигги Ламберт по неясным причинам объявил, что чемпионом НБЛ станет команда, которая показала лучший результат в регулярном чемпионате.
Недовольный решением комиссара лиги, Морис Уайт вывел команду из состава НБЛ перед началом сезона 1947/48. Уайт планировал создать новую лигу — Профессиональную баскетбольную лигу Америки, которая должна была состоять из 24 команд и в которой он будет владельцем всех команд и арен. Однако, ПБЛА обанкротилось уже через месяц. Руководство НБЛ решило провести специальный драфт для игроков ПБЛА. Первый выбор на драфте достался новому клубу лиги «Миннеаполис Лейкерс», который и выбрал Майкена.

### Миннеаполис Лейкерс (1947—56)
Первоначально Майкен не хотел переезжать в Миннесоту, но руководство «Лейкерс» предложило ему зарплату в 15 000 долларов, и он согласился. Придя на первую игру за «Лейкерс», Майкен обнаружил, что для него не была подготовлена форма. Поэтому в своей дебютной игре он выступал не под номером 99, а в майке с номером 21. Кроме Джорджа, в межсезонье команда получила ещё одного хорошего игрока — Джима Полларда. В первых играх два лидера клуба практически не взаимодействовали между собой, соревнуясь больше между собой, чем с противником. Такая тактика не принесла успеха команде. После очередного проигрыша один из игроков команды Герм Шафер указал Майкену, что тот выступает в одном клубе с одним из лучших баскетболистов в лиге и они должны научиться взаимодействовать. Обсудив проблему, Майкен и Поллард разработали тактику, которая вскоре принесла успех. В игре против «Роялз» Майкен набрал 41 очко, установив рекорд НБЛ. Сезон «Лейкерс» закончили с результатом 43–17, заняв первое место в Западном дивизионе. Пройдя плей-офф, клуб вышел в финал чемпионата. Но перед финалом «Лейкерс» приняли участие во Всемирном баскетбольном турнире, где в финале одержали победу над клубом «Нью-Йорк Ренс», а Майкен набрал 40 очков и был назван самым ценным игроком турнира. В финале НБЛ «Лейкерс» встретились с лидером чемпионата «Роялз». Одержав 3 победы в 4 играх, «Лейкерс» стали чемпионами НБЛ, а Майкен самым ценным игроком.
В 1949 году БАА и НБЛ объединились, сформировав НБА. В состав новой лиги вошло 17 команд, и «Лейкерс» попали в Западный дивизион. В дебютном сезоне в новой лиги 1949/50 Майкен в среднем за игру набирал по 27,4 очка и стал самым результативным игроком чемпионата. Только Алекс Гроза из «Индианаполис Олимпианс» смог преодолеть барьер в 20 очков за игру. «Лейкерс» закончили сезон с результатом 51–17, легко прошли соперников в плей-офф и в финале встретились с «Сиракузы Нэшионалз». В первой игре «Лейкерс» одержали победу над «Нэшионалз» на их домашней площадке. Победу «Озёрникам» принёс бросок на последних секундах запасного защитника, Боба Харрисона. Следующие 4 игры прошли с равным результатом 2–2, а в шестой игре серии «Лейкерс» одержали победу со счётом 110:95 и завоевали первый в истории чемпионский титул НБА. В играх плей-офф Майкен в среднем набирал по 31,3 очка за игру.
В сезоне 1950/51 Майкен снова стал самым результативным игроком чемпионата, набирая в среднем за игру 28,4 очка и делая 3,1 передачи. В этом сезоне НБА ввело новую статистическую категорию — подборы, в которой Майкен также стал одним из лучших. В среднем за игру он делал 14,1 подбора, что стало вторым результатом в чемпионате, уступая лишь показателю Дольфа Шейеса. В этом году Майкен стал участником одного из самых известных матчей НБА. В игре «Форт-Уэйн Пистонс» против «Лейкерс» «Пистонс» вели в счёте 19:18. Опасаясь, что Майкен сможет переломить ход игры, если к нему попадёт мяч, игроки «Пистонс» начали перепасовывать мяч между собой, не делая попыток атаковать кольцо соперника. В то время не было лимита времени на атаку, поэтому игрокам «Пистонс» удалось удержать у себя мяч до конца игры. Матч так и закончился со счётом 19:18 и вошёл в историю как самый низкорезультативный в истории НБА. Эта игра стала одним из главных факторов во введении ограничения времени на атаку. В этом матче Майкен набрал 15 из 18 очков в своей команде. Таким образом процент набранных очков Майкена составил 83,3%, что является рекордом НБА. В играх плей-офф Майкен сломал ногу и едва мог передвигаться во время финальной серии против «Рочестер Роялз», так что «Роялз» выиграли в финале со счётом 3–1. Несмотря на то, что нога Майкена была соединена пластиной и он передвигался по паркету практически на одной ноге, его средняя результативность всё равно превышала 20 очков за игру.
В сезоне 1951/52 НБА расширила трёхсекундную зону с 6 до 12 футов, что привело к вынужденному отдалению высокорослых игроков, таких как Майкен, от кольца. Главным сторонником этого правила стал тренер «Нью-Йорк Никс» Джо Лэпчик, который считал Джорджа своим заклятым врагом, и это правило зачастую называют «правилом Майкена». Хотя средняя результативность Майкена составляла внушительные 23,8 очка, это оказалось гораздо меньше, чем в предыдущем сезоне, а его процент реализации бросков упал с 42,8% до 38,5%. Он также остался одним из лучших в игре под щитом, делая по 13,5 подбора за игру. В этом же сезоне, в игре против «Рочестер Роялз», он набрал рекордные для себя 61 очка за одну игру. Все остальные его товарищи по команде, вместе взятые, набрали всего 30 очков. На тот момент это был второй результат в истории НБА (в 1949 году Джо Фулкс набрал 63 очка). Он также удачно выступил на матче всех звёзд, набрав 26 очков и сделав 15 подборов. «Лейкерс» в сезоне дошли до финала, где встретились с «Никс». Эта финальная серия считается одной из самых необычных в истории НБА, так как ни одна из команд не могла играть на своей домашней площадке в первых шести играх. Домашняя арена «Лейкерс» «Одиториум» была уже забронирована, а в «Медисон-сквер-гарден» выступал цирк Ringling Bros. and Barnum & Bailey. Поэтому домашние игры «Лейкерс» проходили в Сент-Поле, а «Никс» на складе оружия 69 полка. В финале Майкена опекали сразу два игрока «Никс» — Нэт Клиффорд и Гарри Галлатин, поэтому главную роль в «Лейкерс» играл Верн Миккелсен. В решающей седьмой игре, проходившей уже на домашней площадке «Лейкерс», «Озерники» одержали победу со счётом 82:65 и завоевали чемпионский титул.
Сезон 1952/53 начался с очередного изменения правил, косвенно направленного на Майкена. Ранее, в последние три минуты игры, после того как пробивались штрафные броски после фола, проходило сбрасывание мяча, в котором участвовали сфоливший игрок и игрок, на котором сфолили. Поэтому большие игроки часто фолили на маленьких, после чего легко выигрывали сбрасывание. Теперь же после выполнения штрафных бросков в сбрасывании участвовали игрок, против которого был фол и игрок, который играл против него в обороне. В сезоне Майкен в среднем набирал по 20,6 очка за игру и делал рекордные в своей карьере 14,4 подбора. В матче всех звёзд, который впервые проходил на площадке команды Западной конференции, Джордж стал лучшим игроком, набрав 22 очка и сделав 16 подборов, и завоевал титул MVP. «Лейкерс» же дошли до финала, где опять победили «Никс» со счётом 4–1.
В сезоне 1953/54 у 29-летнего Майкена стала ухудшаться результативность. В среднем за игру он набирал по 18,1 очка и делал 14,3 подбора и 2,4 передачи. Его команда в третий раз подряд (и пятый раз за последние шесть лет) выиграла чемпионский титул. «Лейкерс» проиграли один финал только в том году, когда Джордж сломал ногу. В конце сезона Майкен объявил, что завершает игровую карьеру. Позже он скажет: «У меня растёт семья, и я решил быть с ними». На его решение также сильно повлияли травмы. За свою карьеру он сломал 10 костей и ему было наложено 16 швов и зачастую ему приходилось выходить на паркет травмированному. В следующем сезоне без Майкена «Лейкерс» смогли выйти в плей-офф, но проиграли в финале Западного дивизиона. В середине сезона 1955/56 Майкен ещё раз вернулся в состав «Лейкерс». Он сыграл в 37 играх, однако долгое отсутствие повлияло на его игру. В среднем за игру он набирал всего 10,5 очка и делал 8,3 подбора, а его команда проиграла в первом раунде плей-офф. В конце сезона Майкен окончательно завершил карьеру. В 1959 году, за его заслуги, он был включён в Зал славы баскетбола и был назван лучшим игроком первой половины столетия изданием Associated Press.

## После завершения игровой карьеры

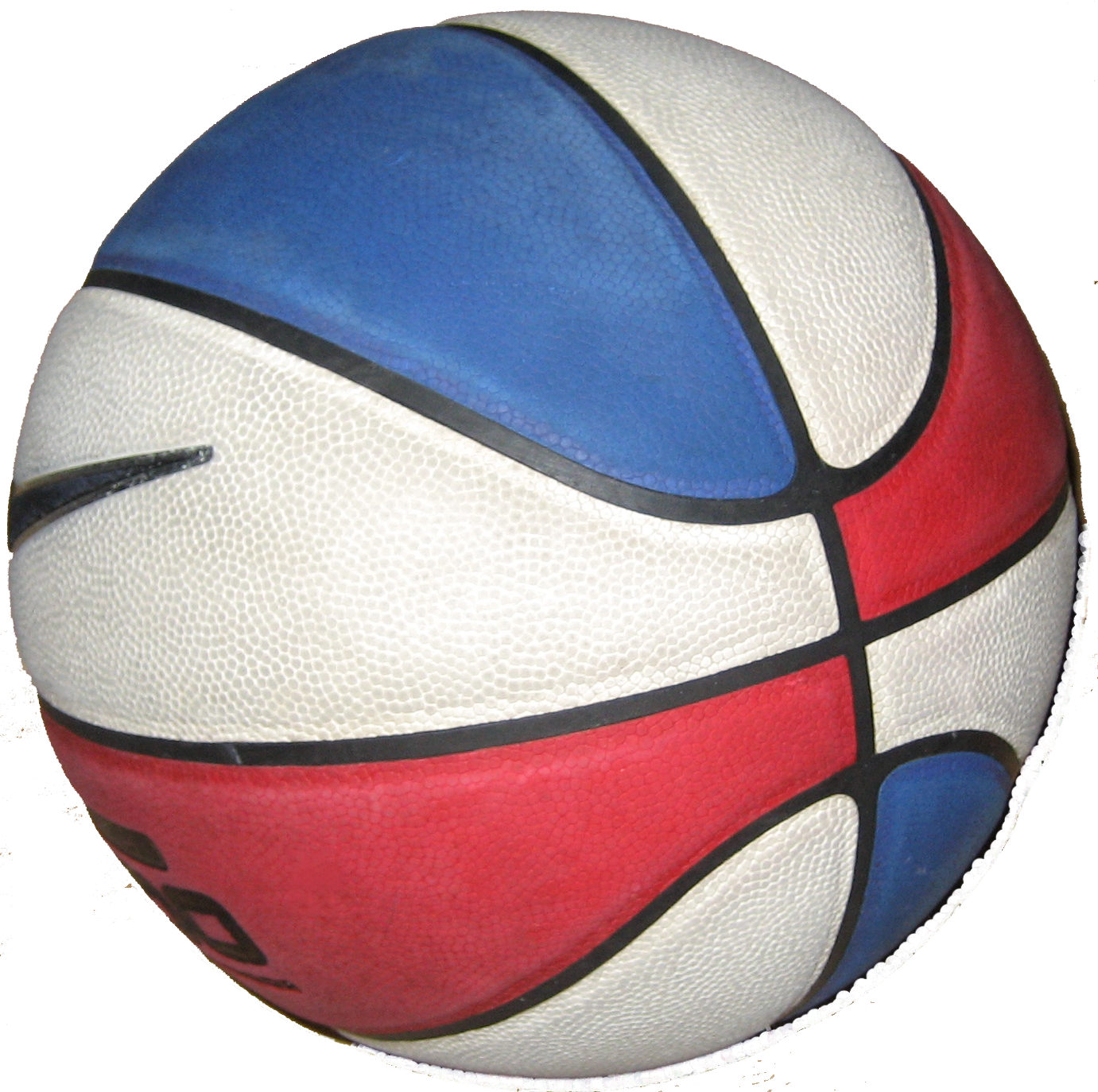
Трёхцветный мяч, использовавшийся в АБА

По окончании игровой карьеры Джордж Майкен стал работать адвокатом в области недвижимости. В 1956 году Майкен стал кандидатом от республиканской партии на выборах в конгресс США от третьего избирательного округа Миннесоты. Его соперником на выборах стал Рой Вайер. Несмотря на то, что президентом США был выбран представитель республиканской партии Дуайт Эйзенхауер, неопытный в политическом отношении Майкен проиграл выборы с небольшим разрывом 52% против 48%. Вайер получил 127 356 голосов, а Майкен — 117 716. Майкен вернулся к своей юридической профессии, однако за шесть последующих месяцев ему ни разу не предложили работу. Это поставило его на грань финансового краха и он был вынужден обналичить часть своей страховки.
Майкен также столкнулся с проблемами в своей спортивной карьере. В сезоне НБА 1957/58 тренер «Лейкерс» Джон Кандла перешёл на должность генерального менеджера, а своё место предложил Джорджу. Однако такая перестановка не принесла успеха «Лейкерс». Под руководством Майкена «Лейкерс» одержали всего 9 побед и проиграли 30 раз. Это привело к тому, что он ушёл в отставку, а Кандла вернулся на тренерскую должность. Сезон клуб закончил с результатом 19-53 — худшим показателем в истории команды. После такой неудачи Майкен решил сконцентрироваться на работе адвоката и воспитании шестерых детей.
В 1967 году Майкен вернулся в профессиональный баскетбол, став первым комиссионером Американской баскетбольной ассоциации — соперника НБА. Первоначально он отказался от этой должности, считая создание новой лиги бесперспективной идеей, но после того, как ему пообещали зарплату в 50 000 долларов в год и полную свободу в действиях он согласился. Ключевым фактором в привлечении болельщиков к новой лиге Майкен видел в том, что игра должна быть более зрелищной. Он предложил использовать в играх разноцветный красно-бело-синий мяч. По его мнению такой мяч выглядит более патриотично и лучше смотрится по телевидению, чем обычный коричневый мяч НБА. Другим новшеством стало введение трёхочковой линии. В АБА Майкен проработал до 1969 года.
Когда НБА объявило, что планирует расшириться на две команды в 1988 году и на две в 1989 году, мэр Миннесоты Руди Перпич предложил Майкену возглавить комитет по организации новой баскетбольной команды в городе. Ранее в городе был клуб «Миннеаполис Лейкерс», который переехал в Лос-Анджелес, а также клубы АБА «Миннесота Маскис» и «Миннесота Пайперс», которые также уехали из города. Его предложение было одобрено руководством НБА и перед сезоном 1989/90 в городе появился новый клуб — «Миннесота Тимбервулвз». В то время дела Майкена шли не очень хорошо и он надеялся, что получит должность в новом клубе. Однако новые владельцы команды дали ему понять, что для него нет места в новой команде.
В 1994 году Майкен стал сообладателем и главой правления команды «Чикаго Читахс», профессионального клуба играющего в хоккей на роликовых коньках и выступающем в Roller Hockey International. Однако клуб обанкротился уже после второго сезона.
В свои последние годы Майкен страдал от диабета и отсутствия почки. Из-за его болезней ему пришлось ампутировать правую ногу ниже колена. Майкен попал в большие финансовые трудности после того, как страховка перестала покрывать его затраты на лечение. Он вёл длительную судебную тяжбу против НБА и профсоюза игроков НБА, протестуя против пенсии размером 1700 долларов в месяц для игроков, которые вышли на пенсию до 1965 года, до начала так называемой «эпохи больших денег». По словам Мела Дэвиса, представителя профсоюза бывших игроков, эта битва заставляла его двигаться дальше, потому что Майкен надеялся дожить до того, как будет принят новый коллективный договор, который, наконец, защитить права его поколения. Однако, в 2005 году его условия были отклонены.

## Характеристика игрока и наследие

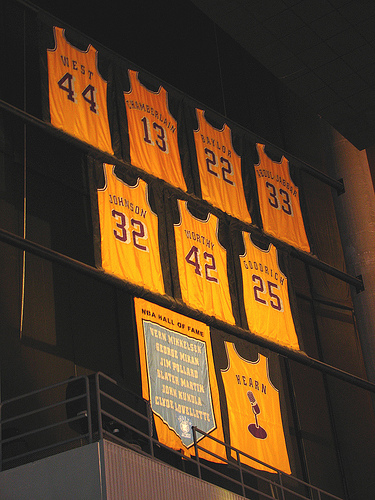
Банер в честь Майкена под сводами «Стэйплс-центра».

Майкен считается пионером современного баскетбола. Он играл на позиции центрового, став первым доминирующим большим игроком в баскетболе, а клуб вместе с ним первой великой династией лиги. За свою карьеру он набрал 11 764 очка, что составляет в средне 22,6 очка за игру, и во время завершения карьеры был самым результативным игроком в истории НБА. Так как Майкен играл в жёстком стиле, он три раза становился лидером лиги по количеству персональных фолов и часто был вынужден покидать площадку до финального свистка. Джордж очень не любил, когда тренер сажал его на скамейку запасных, давая ему отдохнуть, а резервистам возможность поиграть. Не важно, какой отрыв был между командами: 2 или 20 очков, и то, на сколько он устал, Майкен не хотел покидать площадку ни на минуту. Майкен завоевал семь чемпионских титулов НБЛ, БАА и НБА; был назван самым ценным игроком матча всех звёзд, трижды становился самым результативным игроком чемпионата и выбирался в первые четыре сборные всех звёзд НБА. Он был назван лучшим игроком первой половины века издательством Associated Press, включён в первую всеамериканскую сборную спортивным фондом Хелмса в 1992 году, включён в Зал славы баскетбола в 1959 году, включён в составы юбилейных сборных НБА, а также в список 50 величайших игроков в истории НБА. Влияние Майкена на игру также отражено в специальном упражнении для центровых, которое получило название Mikan Drill. Его доминирование на площадке было таким большим, что когда «Лейкерс» приезжали в Нью-Йорк, над главным входом в «Медисон-сквер-гарден» вывешивали объявление «Джордж Майкен против „Никс“».
В апреле 2001 года перед входом на домашнюю арену «Миннесоты Тимбервулвз» «Таргет-центр» была установлена бронзовая статуя Майкена. Статуя представляет собой Джорджа Майкена в полный рост, исполняющего свой знаменитый бросок крюком левой рукой. Также в честь Майкена и других игроков «Миннеаполис Лейкерс» вывешен флаг в «Стэйплс-центре».
Любой, кто не знает кто такой Джордж Майкен — не баскетбольный фанатКевин Гарнетт

### Изменение правил
Доминирование Майкена в НБА привело к тому, что НБА пришлось внести изменения в правила игры, чтобы уменьшить его влияние. Таким образом была увеличена трёхсекундная зона с 6 до 12 футов («правило Майкена»). Он также сыграл важную роль во введении ограничения времени на атаку. Его доминирование в NCAA привело к запрету на касание мяча после прохождения им высшей точки, когда до введения изменений центровой мог просто перекрыть кольцо ладонью или выбить мяч снизу, через сетку.
Как руководитель, Майкен ответственный за введение трёхочковой линии в АБА, которая позже была введена и в НБА. Он предложил использовать разноцветный мяч, который до сих пор используется как «призовой мяч» в конкурсе трёхочковых бросков НБА, а также благодаря ему был образован баскетбольный клуб «Миннесота Тимбервулвз».

## Личная жизнь
В 1947 году Джордж женился на своей подруге Патриции, с которой прожил 58 лет до самой смерти. У пары родилось шестеро детей: четыре мальчика — Ларри, Терри, Патрик и Майкл и две девочки — Триша и Морин. Всю свою жизнь Майкен повсеместно рассматривался как прототип «кроткого великана» — жёсткого и беспощадного на площадке, но дружественного и миролюбивого в личной жизни. Его младший брат, Эд Майкен, также стал баскетболистом и выступал за команды университета Де Поля и в БАА.

### Смерть
Майкен умер в Скотсдейле, штат Аризона 1 июня 2005 года из-за осложнений, вызванных сахарным диабетом и другими заболеваниями. Из-за диабета в марте 2000 года ему ампутировали правую ногу ниже колена. Его сын Терри рассказал, что его отец проходил четырёхчасовые процедуры диализа трижды в неделю последние пять лет.
Смерть Майкена широко оплакивалась в баскетбольном мире, а также привлекла внимание СМИ к финансовым проблемам нескольких игроков, выступавших в первые годы существования НБА. Многие комментаторы считают, что современное поколение высокооплачиваемых игроков должны сплотиться для увеличения пенсий для тех, кто выступал до 1965 года. Шакил О’Нил предложил оплатить похороны Майкена. Он сказал: «Без числа 99 [Майкен], нет меня». 31 июля в «Таргет-центре» состоялась панихида, на которой присутствовало много одноклубников Джорджа по «Лейкерс». Перед началом пятой игры финальной серии Восточной конференции 2005 года между «Майами Хит» и «Детройт Пистонс», все присутствующие почтили Майкена минутой молчания. Боб Коузи отметил, что популярность НБА в первые годы её существования практически полностью является заслугой Майкена.

## Статистика

### Статистика в колледже[36]
| 1942/43                                                                                 | Де Поль Блу Димонс | 24 |  | 11,3 |  |  | 0,694 |  |  |  |  |  |  |
| 1943/44                                                                                 | Де Поль Блу Димонс | 26 |  | 18,7 |  |  | 0,651 |  |  |  |  |  |  |
| 1944/45                                                                                 | Де Поль Блу Димонс | 24 |  | 23,3 |  |  | 0,613 |  |  |  |  |  |  |
| 1945/46                                                                                 | Де Поль Блу Димонс | 24 |  | 23,1 |  |  | 0,769 |  |  |  |  |  |  |
| Наведите курсор мыши на аббревиатуры в заголовке таблицы, чтобы прочесть их расшифровку |                    |    |  |      |  |  |       |  |  |  |  |  |  |

### Статистика в НБА
| Сезон                                                                                    | Команда             | Регулярный сезон | Регулярный сезон | Регулярный сезон | Регулярный сезон | Регулярный сезон | Регулярный сезон | Регулярный сезон | Регулярный сезон | Регулярный сезон | Регулярный сезон | Регулярный сезон | Серия плей-офф | Серия плей-офф | Серия плей-офф | Серия плей-офф | Серия плей-офф | Серия плей-офф | Серия плей-офф | Серия плей-офф | Серия плей-офф | Серия плей-офф | Серия плей-офф |
| Сезон                                                                                    | Команда             | GP               | GS               | MPG              | FG%              | 3P%              | FT%              | RPG              | APG              | SPG              | BPG              | PPG              | GP             | GS             | MPG            | FG%            | 3P%            | FT%            | RPG            | APG            | SPG            | BPG            | PPG            |
| ---------------------------------------------------------------------------------------- | ------------------- | ---------------- | ---------------- | ---------------- | ---------------- | ---------------- | ---------------- | ---------------- | ---------------- | ---------------- | ---------------- | ---------------- | -------------- | -------------- | -------------- | -------------- | -------------- | -------------- | -------------- | -------------- | -------------- | -------------- | -------------- |
| 1948/49                                                                                  | Миннеаполис Лейкерс | 60               | -                | -                | 41,6             | -                | 77,2             | -                | 3,6              | -                | -                | 28,3             | 10             | -              | -              | 45,4           | -              | 80,2           | -              | 2,1            | -              | -              | 30,3           |
| 1949/50                                                                                  | Миннеаполис Лейкерс | 68               | -                | -                | 40,7             | -                | 77,9             | -                | 2,9              | -                | -                | 27,4             | 12             | -              | -              | 38,3           | -              | 78,8           | -              | 3,0            | -              | -              | 31,3           |
| 1950/51                                                                                  | Миннеаполис Лейкерс | 68               | -                | -                | 42,8             | -                | 80,3             | 14,1             | 3,1              | -                | -                | 28,4             | 7              | -              | -              | 40,8           | -              | 80,0           | 10,6           | 1,3            | -              | -              | 24,0           |
| 1951/52                                                                                  | Миннеаполис Лейкерс | 64               | -                | 40,2             | 38,5             | -                | 78,0             | 13,5             | 3,0              | -                | -                | 23,8             | 13             | -              | 42,5           | 37,9           | -              | 79,0           | 15,9           | 2,8            | -              | -              | 23,6           |
| 1952/53                                                                                  | Миннеаполис Лейкерс | 70               | -                | 37,9             | 39,9             | -                | 78,0             | 14,4             | 2,9              | -                | -                | 20,6             | 12             | -              | 38,6           | 36,6           | -              | 73,2           | 15,4           | 1,9            | -              | -              | 19,8           |
| 1953/54                                                                                  | Миннеаполис Лейкерс | 72               | -                | 32,8             | 38,0             | -                | 77,7             | 14,3             | 2,4              | -                | -                | 18,1             | 13             | -              | 32,6           | 45,8           | -              | 81,3           | 13,2           | 1,9            | -              | -              | 19,4           |
| 1955/56                                                                                  | Миннеаполис Лейкерс | 37               | -                | 20,7             | 39,5             | -                | 77,0             | 8,3              | 1,4              | -                | -                | 10,5             | 3              | -              | 20,0           | 37,1           | -              | 76,9           | 9,3            | 1,7            | -              | -              | 12,0           |
|                                                                                          | Всего               | 439              | -                | 34,4             | 40,4             | -                | 78,2             | 9,5              | 2,8              | -                | -                | 23,1             | 70             | -              | 36,6           | 40,4           | -              | 78,6           | 9,5            | 2,2            | -              | -              | 24,0           |
| Наведите курсор мыши на аббревиатуры в заголовке таблицы, чтобы прочесть их расшифровку. |                     |                  |                  |                  |                  |                  |                  |                  |                  |                  |                  |                  |                |                |                |                |                |                |                |                |                |                |                |